# 拉巴尔 (葡萄牙堂区)
拉巴尔是葡萄牙布拉干萨区的一个堂区。总面积20.94平方公里，总人口196人，人口密度9.4人/平方公里。